# 竹岐乡
竹岐乡是中国福建省福州市闽侯县下辖的一个乡。

## 行政区划
竹岐乡下辖以下地区：
苏洋村、白龙村、春风村、榕东村、榕中村、榕西村、汶州村、山洋村、竹岐村、竹西村、元格村、火炬村、半岭村、南洋村、罗洋村、叶洋村、前山村、蒲洋村、溪南村、里洋村、天台村和春光村，其中苏洋村拥有该乡唯一一个地铁站苏洋站，隶属于福州地铁2号线。